# Haplogrupo C1 (ADN-Y)
El haplogrupo C1 (F3393/Z1426, K30) es un haplogrupo del ADN-Y humano que es importante en toda Oceanía, presentándose mayoritariamente entre los aborígenes australianos y polinesios; se encuentra disperso en gran parte de Asia y es relicto en Europa.
Desciende del haplogrupo C y se definió en 2014 al identificarse el marcador F3393/Z1426. Anteriormente se describieron varios haplogrupos que fueron llamados C1 (Japón), C2 (islas del Pacífico), C4 (Australia), C5 (Indostán) y C6 (Europa), los cuales ahora están adscritos a C1-F3393.

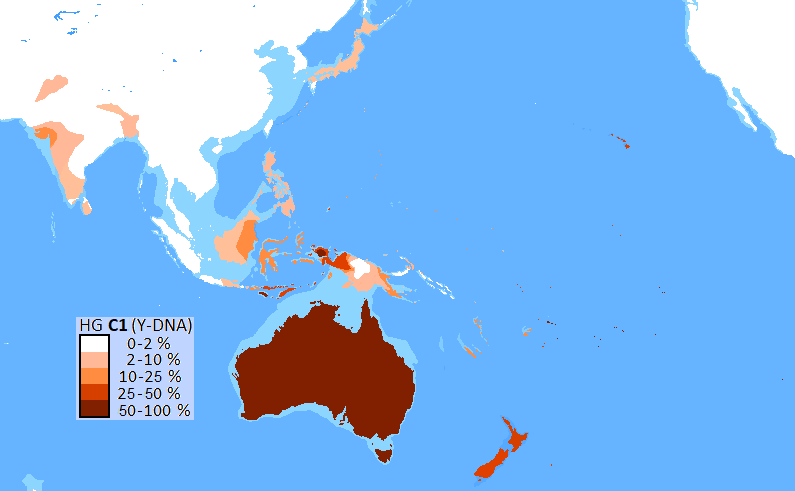
Distribución aproximada del haplogrupo C1 del ADN-Y en poblaciones nativas.

## Origen y dispersión
C1 (F3393) se originó probablemente en el subcontinente indio en tiempos prehistóricos hace unos 48 mil años, dispersándose por el sur de Asia, hacia occidente llega hasta Europa, hacia el este a Asia Oriental y hacia el sudeste está relacionado con la colonización de Sondalandia y el continente Sahul, de forma similar a los haplogrupos MS (ADN-Y) y P (ADNmt). Durante el neolítico se expande por toda Oceanía.

## Distribución
Entre las poblaciones nativas, las frecuencias más altas están en partes de Oceanía, tal como se puede observar en la Polinesia central y en Australia, pues se ha encontrado por ejemplo en las islas Cook casi 83% y en Tahití 67% de la variante polinesia C-M38 y en aborígenes australianos del desierto del Oeste casi 70% de la variante australiana C-P390.
En Asia Oriental se encontró en Japón 5% la variante japonesa C-M8, la cual vendría desde tiempos de la cultura Jomon. En Asia del Sur destaca la región del Guyarat (India), encontrándose una frecuencia de 21% en guyaratíes migrantes de la variante indostánica C-M356.
En Europa aparece en el paleolítico hace unos 36 mil años la variante C-V20 en varias partes de Europa, la más antigua de las cuales se encontró en Vladímir (Rusia europea). Sin embargo, en la población europea actual es relicto y se encuentra especialmente al sur, y en general con frecuencias muy bajas.
La dispersión de C1 puede resumirse de la siguiente manera:
|  | C1a1 (M8): especialmente en Japón.                   |
|  |                                                      |
|  | C1a2 (V20): en Europa desde hace más de 30 mil años. |
|  |                                                      |

|  | C1b1a1 (SK991) en Asia del Sur y Cercano Oriente. |
|  |                                                   |
|  | C1b1a2 (B65) en Insulindia y China.               |
|  |                                                   |

|  | C1b2a (M38) especialmente en Polinesia. En Melanesia, Micronesia e Indonesia. |
|  |                                                                               |
|  | C1b2b (M347) mayoritario en aborígenes australianos.                          |
|  |                                                                               |

|  | C1b1a1 (SK991) en Asia del Sur y Cercano Oriente. |
|  |                                                   |
|  | C1b1a2 (B65) en Insulindia y China.               |
|  |                                                   |

|  | C1b2a (M38) especialmente en Polinesia. En Melanesia, Micronesia e Indonesia. |
|  |                                                                               |
|  | C1b2b (M347) mayoritario en aborígenes australianos.                          |
|  |                                                                               |

|  | C1a1 (M8): especialmente en Japón.                   |
|  |                                                      |
|  | C1a2 (V20): en Europa desde hace más de 30 mil años. |
|  |                                                      |

|  | C1b1a1 (SK991) en Asia del Sur y Cercano Oriente. |
|  |                                                   |
|  | C1b1a2 (B65) en Insulindia y China.               |
|  |                                                   |

|  | C1b2a (M38) especialmente en Polinesia. En Melanesia, Micronesia e Indonesia. |
|  |                                                                               |
|  | C1b2b (M347) mayoritario en aborígenes australianos.                          |
|  |                                                                               |

|  | C1b1a1 (SK991) en Asia del Sur y Cercano Oriente. |
|  |                                                   |
|  | C1b1a2 (B65) en Insulindia y China.               |
|  |                                                   |

|  | C1b2a (M38) especialmente en Polinesia. En Melanesia, Micronesia e Indonesia. |
|  |                                                                               |
|  | C1b2b (M347) mayoritario en aborígenes australianos.                          |
|  |                                                                               |

## C1a
El haplogrupo C1a (CTS11043) representa dos migraciones muy antiguas y marcadamente opuestas: 

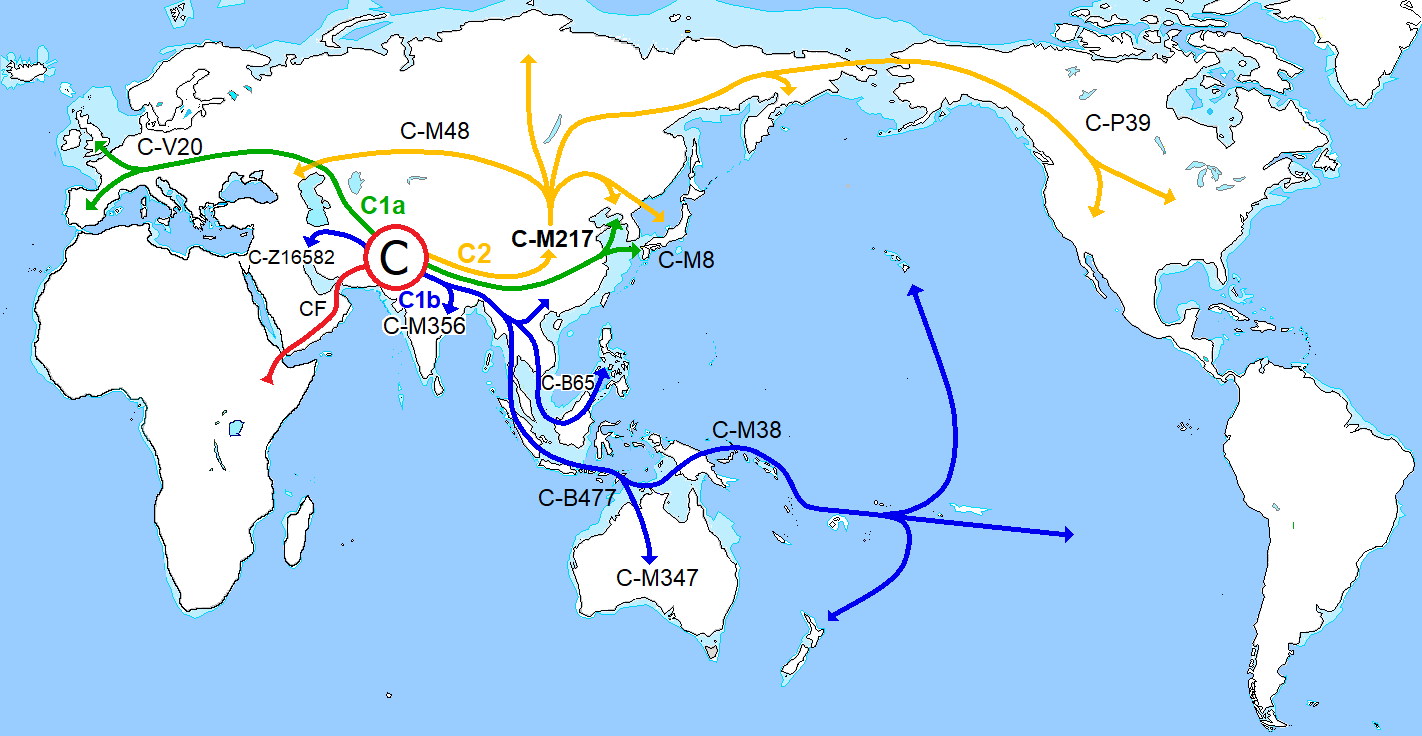
Dispersión del haplogrupo C. En verde C1a (CTS11043) y en azul C1b (F1370).

### C1a1 (M8)
C1a1 (M8, M105, M131, P122), llamado antes C1, es típico en Japón desde antiguo, tiene baja frecuencia en Asia Oriental y una antigüedad de unos 45 mil años.
- C-Y125471, en hablantes de mandarín en Liaoning (China)[3]
- C-CTS9336, en Corea y especialmente en Japón.[3]
  - C-Z1356, común en Japón.
  - C-Z7180, en Corea del Sur, Japón y poco en China.

### C1a2 (Y11591)
C1a2 es típico de Europa, aunque con muy baja frecuencia.
- C-Y37006, se encontró en varios restos humanos del yacimiento de Sungir, el cual está situado en Vladímir (Rusia europea) y con unos 34 mil años de antigüedad.[3]
- C-V20, antes C6 o C7, encontrado en el hombre de La Braña I, del mesolítico (León, España) y en restos de Chequia de hace 30.000 años.[10] En la población actual es residual y se encontró en España, Polonia,[11] Inglaterra, Irlanda,[12] y en bereberes de Argelia.
  - C-V20*: Hallado en León (España), en restos de hace unos 7800 años.[3]
  - C-V86: Clado con unos 36 mil años de antigüedad.[3]
    - C-F16270: Encontrado en bereberes de Argelia, España, Armenia y sur de Inglaterra.
    - C-V182 (C1a2a): Encontrado en España, Polonia, Turquía, Italia, Ucrania e Inglaterra.

## C1b
El haplogrupo C1b (F1370) representa también dos migraciones muy antiguas y marcadamente opuestas. Tiene unos 47 mil años y amplia distribución en Asia y Oceanía.

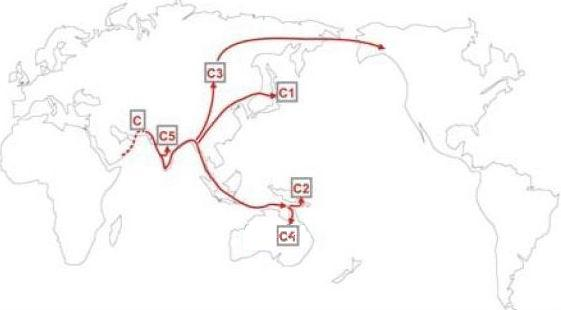
Hasta 2012, ISOGG subdivió al haplogrupo C de C1 hasta C5.

### C1b1 (K281)
El haplogrupo (K281/AM00694) está extendido especialmente en el sur de Asia.
- C1b1a (B66)
  - C1b1a1 (SK991)
    - C1b1a1a (M356, K98), antes C5, tiene baja frecuencia en el Sur de Asia, en India 1.4%.[13] También en Asia Central,[14] península arábiga[15] e Irán.
      - C1b1a1a1 (P92) presenta unos 19500 años de antigüedad.[3]
        - C-K108 especialmente en Guyarat (India), también en Sri Lanka y árabes de Omán.[3]
        - C-Y57611 en Arabia Saudita.[3]

      - C1b1a1a2 (Z5899, Y152667) en Bangladés y Pakistán.[3]

    - C1b1a1b (Z16582) en Arabia saudita e Irak.

  - C-Z33130
    - C-Z33130* hallado en el hombre de Kostenki en Vorónezh (sur de Rusia europea) de unos 35 mil años de antigüedad.[3]
    - C1b1a2 (B65/AM00847) tiene unos 46 mil años y se encontró en Borneo, Brunéi y Filipinas.[2] También en China (Cantón, Sichuan, Shaanxi, Sichuan, Zhejiang).[3]
      - C1b1a2a (B67) en los lebbos de Borneo (Indonesia).[16]
      - C1b1a2b (F725) en los dai en Yunnan, los murut de Brunéi, malayos de Singapur, negritos aeta de Filipinas y en China.[16]
- C1b1b (B68) en los dusun de Brunéi.[2]

### C1b2 (B477)
El haplogrupo C1b2 (B477/Z31885) es típico de Oceanía, con las frecuancias más altas en Australia y Polinesia.
- C1b2a (M38), antes C2, es importante en Polinesia, en maoríes se encontró 43%.[17] También se encuentra al este de Indonesia, en Melanesia y Micronesia.
  - M38* en Indonesia oriental, variando de 57% en Sumba a 11% en Celebes.[18]
  - C1b2a1 (M208) en Nueva Guinea[19] e islas del Pacífico
    - C1b2a1a (P33_1) típico de los polinesios[20] Mayoritario en nativos de Tahití, Rapa Nui, Samoa Occidental y Samoa Americana, con menor frecuencia en Tonga.
    - C1b2a1b
    - C1b2a1c (F21693) 
      - C1b2a1c1 (B460) en Papúa Nueva Guinea
      - C1b2a1c2 (FT12310^^) en Indonesia y en nativos de Nueva Zelanda (maoríes), Samoa, islas Cook, Hawái[2]

    - C1b2a1d (B76) en Indonesia

  - C1b2a2 (FT71404) en islas Molucas (Indonesia), Filipinas, Fiyi[2]

- C1b2b (M347, P309), antes C4, es el linaje mayoritario entre los aborígenes de Australia.
  - C-M210
  - C-DYS390.1 se encontró 53 a 69% en nativos australianos[21]

## Imágenes
|                                                                           | |
| El haplogrupo C1b2b (M347) es mayoritario en los aborígenes australianos. | Reconstrucción hecha por Guerásimov del hombre de Kostenki, que llevó el haplo- grupo C1b1a (B66) a Europa hace más de 30 mil años. |